# Кішімото Масаші
Кішімото Масаші (яп. 岸本斉史, Кішімото Масаші) — японський манґака, творець бестселера «Naruto».

## Біографія
Кішімото Масаші народився 8 листопада 1974 року у Японії, Префектура Окаяма. Вже з раннього дитинства хлопець демонстрував великі здібності у малюванні, роблячи всюди начерки персонажів, які думав створити. Найбільше вражали Масаші стиль оформлення і малюнку аніме та манги «Akira», які він наслідував. Попри це, у двадцятирічному віці Масаші писав тільки коротенькі історії.
Масаші навчається у спеціалізованій школі для манґака. В 1996 році він висилає свою першу мангу «Karakuri» компанії «Shueisha». Однак ця манґа не має успіху.
Наступною роботою Масаші стає манґа «Naruto» (1999 рік). Манга про гіперактивного ніндзя — невдаху одразу стає бестселером і продається шаленими тиражами. Масаші продовжує працювати над «Naruto», у 2002 році починається трансляція однойменного аніме по мотивах манґи, намальованої Кішімото.
Манґа «Naruto» регулярно виходить у журналі «Shonen Jump» Кішімото отримав нагороду «Hot Step Award» щомісячну премію молодих манґак журналу «Shonen Jump».
Коли Масаші тільки почав малювати перші арки манґи «Naruto» то він познайомився з Хірохіко Аракі манґакою який написав та намалював манґу «JoJo's Bizarre Adventure».
Аракі став ніби наставником для Масаші як більш досвідчений та більш впливовий манґака на той час.
Брат — близнюк Сейші Масаші, також манґака. Він створив манґу «666 Satan». У малюнках братів часто простежується схожість, тому їх часто звинувачували в плагіаті. Однак, Сейші в одній із глав своєї манґи каже, що подібність не спеціальна, а є наслідком впливу на обох авторів тих самих речей.
В 2020 році став сценаристом Boruto: Naruto Next Generations

## Роботи
- «Karakuri» (яп. コンバットティチャー, Каракурі) (1996 рік)
- «Naruto» (яп. ナルト, Наруто) (1999—2014)

- Boruto: Naruto Next Generations